# Bill Bryson
Bill Bryson (n. 8 decembrie 1951, Des Moines, Iowa, SUA) este scriitor american care locuiește în Marea Britanie. 

## Cariera literară
Bill Bryson și-a început cariera literară în calitate de ziarist și a fost și rector al Universității din Durham⁠(d), Marea Britanie. El este autorul mai multor jurnale de călătorie și al unui bestseller de știință popularizată A Short History of Nearly Everything/ O scurtă istorie a aproape orice și a fost distins cu Aventis Prize și Descartes Science Communication Prize.
Romanul O plimbare prin pădure a fost ecranizat în 2015, cu Robert Redford și Nick Nolte în rolurile principale.

## Publicații
- Down Under, A Black Swan Book, 2000, 2001
- The Life and Times of The Thunderbolt Kid, Travels Through My Childhood, A Black Swan Book, 2007
- The Road to Little Dribbling, More Notes from a Small Island, Black Swan, 2016, Penguin Random House UK

## Traduceri în limba română
- ACASĂ, O istorie a vieții private, traducere de Ciprian Șiulea, Editura Polirom, 2012, 2017, ISBN print 978-973-46-2583-3
- De cealaltă parte a lumii. Călătorind prin Australia, Traducere de Dana Bădulescu, Editura Polirom, 2014, ISBN 978-973-4644940
- Călătorii prin Europa, traducere de Ioana Aneci, Editura Polirom, 2015, ISBN print 978-973-46-5520-5
- O plimbare în pădure, Redescoperind America pe cărările Munților Apalași, traducere de Marius-Adrian Hazaparu, Editura Polirom, 2015, ISBN print 978-973-46-5126-9
- Însemnări dintr-o țară mare, Visul american văzut de aproape, traducere de Cornelia Bucur, Editura Polirom, 2018, ISBN print 978-973-46-7472-5
- Drumul către Little Dribbling - Noi însemnări de pe o insulă mică, Editura Polirom, 2018
- CORPUL, Ghid pentru cei care îl locuiesc, traducere de Andreea Rosemarie Lutic, Editura Polirom, 2021, ISBN 978-973-46-8299-7
- Shakespeare - Lumea ca o scenă, traducere Ioana Aneci, Editura Polirom, 2023, ISBN 978-973-469-30-54